# Gaspar Espinosa de los Monteros y Jiménez
Gaspar Espinosa de los Monteros y Jiménez (Múrcia, 1836 - [...?], 1898) fou un compositor espanyol.
Als deu anys començà els seus estudis de solfeig i harmonia i als dotze ja va compondre un trio per a violins i violoncel. Revessos de la vida l'obligaren a tocar en bandes i orquestres, i al disset anys fou nomenat músic major de la banda de música La Artilleria. Poc temps després es desplaçà a Madrid per a cursar la composició amb el mestre Eslava i acabats els seus estudis s'establí a Cartagena, on fou director de l'orquestra i mestre de capella de l'església principal, component un gran nombre d'obres profanes i religioses.
De tornada a Madrid assoli un èxit de popularitat gran, amb les seves havaneres, però tornà aviat a Cartagena, on fundà la societat de concerts El Orfeón, per la qual va compondre moltes obres, aconseguint gran renom com a compositor i director, Va fer oposicions a la plaça de director de l'Escola Provincial de Música de l'Hospici, i guanyà la plaça. Des d'aquesta època (1878), consagrà tot el seu entusiasme a la música simfònica de concert, i al teatre. Per aquest va compondre una òpera, La muerte de Garcilaso, llibret d'Antonio Arnao, que s'estrenà al Teatro de la Zarzuela, i les sarsueles, Dar la hora; La del piso cuarto; La perla cubana; Carabanchel de arriba, i altres més.
En el gènere simfònic va compondre per a orquestra tres Simfonies (en mi, fa i la); una Obertura; Polonesa de concert; diverses Fantasies, i alguns Capricis instrumentals. De entre ells, Moraima aconseguí un èxit grandiós, i es va fer popular arreu d'Espanya, des de la seva estrena en els concerts de la Unió Artística-Musical, el 1885, fins als principis del segle xx, i amb ell guanyà al front de la banda de l'Hospici de Madrid el segon premi i medalla de plata en el concert musical que la societat El gran pensamiento celebrà a Madrid el 1887. Mentre es dedicava a l'ensenyança dels seus alumnes i a la direcció de la banda, Espinosa tocava el violi en els teatres i esglésies per a cobrir el modest viure de la seva família.
A més de les obres citades va compondre molts ballables, pasdobles i marxes, que amb l'obra religiosa, misses, salves, motets, lletanies, set paraules i Miserere les quals formen un llarg catàleg, prova de la seva laboriositat i constància.